# You'll Miss Me When I'm Not Around
You'll Miss Me When I'm Not Around è un brano musicale della musicista canadese Grimes, pubblicato il 21 febbraio 2020, presente dal quinto album in studio Miss Anthropocene.

## Video musicale
Il videoclip della canzone è stato reso disponibile il 30 marzo 2020, con uno sfondo verde per poter scatenare l'immaginazione dei fan in modo da creare la propria versione del video.

## Classifiche
| Classifica (2020)           | Posizione massima |
| --------------------------- | ----------------- |
| Nuova Zelanda               | 76                |
| Stati Uniti d'America (EDM) | 10                |